# Федосов, Филипп Дмитриевич
Фили́пп Дми́триевич Федо́сов (1898, Дракино, Воронежская губерния — 25 октября 1963) — начальник Лискинской дистанции пути Юго-Восточной железной дороги, Герой Социалистического Труда.

## Биография
Родился в 1898 году в селе Дракино (ныне — Лискинского района Воронежской области) в крестьянской семье. Окончил церковно-приходскую сельскую школу. С детства вместе с отчимом батрачил. С 14 лет начал трудиться путевым рабочим на железной дороге. В феврале 1917 года был призвали в армию. Служил в сапёрном батальоне на турецком фронте. В феврале 1918 года вернулся домой.
Пошел работать путевым рабочим на Лискинской дистанции пути. В марте 1926 года был утвержден бригадиром пути. Он был хорошим практиком по ремонту пути, но знаний явно не хватало, удалось закончить вечернюю совпартшколу. В 1929 году вступил в ВКП/КПСС. В декабре того же года был назначен дорожным мастером. Поступил на заочное отделение в Днепропетровский техникум, но тогда закончить учёбу не удалось. В 1934 году окончил курсы дорожных мастеров при Московском институте железнодорожного транспорта.
Продолжал работать на Юго-Восточной железной дороге дорожным мастером на станции Россошь, дорожным мастером Воронежской дистанции пути, старшим дорожным мастером Грязинской дистанции пути. В апреле 1939 года был назначен начальником Поворинского ремонтного путевого участка. В это должности встретил начало Великой Отечественной войны.
С первых дней войны грамотно организовал работу. мобилизовал путейцев на обеспечение бесперебойной работы вверенного участка пути, станции Поворино. Из Заволжья шли поезда с войсками, из Сталинграда — с танками, а на восток паровозы тянули поезда с эвакуированными, с промышленным оборудованием украинских заводов и донецких шахт. Когда летом 1942 года враг приблизился к Воронежу и Лискам, начались налеты вражеской авиации и на Поворино. Отдельные самолёты бомбили путь и тогда, когда работали путейцы, и даже пытались уничтожить запасы рельсов. И тогда Федосов распорядился рельсы рассредоточить так, чтобы к любому повреждённому участку пути их можно было быстрей доставить. Мало того, рельсы и запасные скрепления закопать, а ремонтникам в случае налёта немедленно ложиться в междупутья. Жертв и потерь стало меньше.
С началом Сталинградской битвы нагрузка на участок выросла, через Грязи и Поворино к Сталинграду поезда везли танки и пополнение. В начале ноября через Поворино пошли поезда с хорошо вооружёнными дивизиями, с танками и артиллерийскими орудиями. А после завершение битвы станция стала главным узлом, через который перевозили к Курску войска Донского фронта.
В январе 1943 года Федосов был назначен начальником Лискинской дистанции пути, восстанавливал Лискинский узел. Когда на дистанции развернулись строительные работы, десятки путейцев стали плотниками, кровельщиками, штукатурами, печниками. Ф. Д. Федосов построил 6 новых и восстановил 77 разрушенных зданий, заново оборудовал мастерские, кузницы. Отступая под ударами Красной Армии, противники старались всеми способами затруднить восстановление Лискинского узла и моста через Дон. Почти ежедневно вражеские летчики бомбили важнейшие стратегические объекты дистанции. Ф. Д. Федосов и его бригада всегда были в состоянии мобилизационной готовности.
4 февраля 1943 года Лискинский железнодорожный узел был восстановлен, что позволило восстановить движение поездов до Ростова. 10 февраля 1943 года поезда пошли по железнодорожному мосту через реку Дон. Начальник Лискинского отделения железной дороги А. К. Лысенко и начальник дистанции пути Ф. Д. Федосов были представлены к присвоению звания Героя Социалистического Труда.
В мае 1943 года за быстрое возрождение путевого хозяйства Федосов был награждён высшей отраслевой наградой — знаком «Почётный железнодорожник». Лискинский железнодорожный узел, как и Лискинская дистанция пути, сыграл важную роль в период Курской битвы, а после неё — в освобождении Украины и битве за Днепр. Федосов был награждён вторым знаком «Почётному железнодорожнику» и знаком «Отличный путеец».
Указом Президиума Верховного Совета СССР от 5 ноября 1943 года «за особые заслуги в обеспечении перевозок для фронта и народного хозяйства и выдающиеся достижения в восстановлении железнодорожного хозяйства в трудных условиях военного времени» Федосову Филиппу Дмитриевичу присвоено звание Героя Социалистического Труда с вручением ордена Ленина и золотой медали «Серп и Молот».
Продолжал работать на вверенном участке. За зиму 1943—1944 годов дистанция выполнила план ремонта пути по всем видам на 200 %, была полностью обеспечена щитами, кольями, лопатами и материалами, необходимыми при водоборьбе. План среднего ремонта пути выполнен на 100 %, текущего ремонта — на 250 %, укладка стрелок на щебень — на 130 %. За этими сухими цифрами скрывались большие физические усилия путейцев, их героический труд без механизмов и приспособлений, порой под бомбёжкой и обстрелами.
После войны продолжал руководить Лискинской дистанции пути, был избран депутатом Воронежского областного Совета. Трудился практически без отпусков, ибо путевое хозяйство нуждалось в круглосуточном уходе и заботе. В феврале 1954 года по собственной просьбе, «в связи с преклонным возрастом» был переведен на более легкую работу — помощником ревизора по безопасности движения поездов. В декабре 1958 года ушёл на заслуженный отдых. Жил в городе Лиски. Скончался 25 октября 1963 года.
Награждён двумя орденами Ленина (05.11.1943, 25.05.1951), медалями.